# Lonjsko Polje
Lonjsko Polje (dansk: Lonja Marken) er det største beskyttede vådområde i både Kroatien og hele Donau-bassinet. Det dækker et område på 505,6 km², der strækker sig langs floden Sava fra områderne øst for Sisak, det nederste løb af floden Lonja, som den er opkaldt efter, til områderne vest for Nova Gradiška, langs forløbet af floden Veliki Strug.
Området Lonjsko Polje er udpeget som en naturpark (park prirode), en slags beskyttet område i Kroatien. Institutionen blev etableret i 1998, og har hjemsted i landsbyen Jasenovac.
I henhold til kriterierne i EU's Fuglebeskyttelsesdirektiv er parken et vigtigt levested for fugle (Important Bird Area - IBA).
Området blev 2. november 1992 udpeget til Ramsarområde nummer  584.